# 扁鬚油鯰
扁鬚油鯰，為輻鰭魚綱鯰形目長鬚鯰科的其中一種，分布於南美洲巴西巴拉那河流域，體長可達16公分，棲息在河川中底層水域，屬肉食性，生活習性不明。

## 擴展閱讀
維基物種上的相關：扁鬚油鯰